# Joe Chiccarelli
Joe Chiccarelli (Boston, ...) è un produttore discografico statunitense.

## Biografia
Nato a Boston, ha iniziato la propria attività tra la fine degli anni '70 e i primi anni '80.
Nel corso della sua carriera ha prodotto gli album di Stan Ridgway, Oingo Boingo, Sandra Bernhard, My Morning Jacket, Counting Crows, The Shins, Manchester Orchestra, Minus the Bear, Kurt Elling e altri artisti. Altri crediti sono presenti nei lavori di Elton John, Rufus Wainwright, U2, Beck, Etta James, Jamie Cullum, Al Stewart, Tori Amos, The Strokes, Morrissey, The Killers, Café Tacvba, Christina Perri, Pink Martini, Cage the Elephant, Julieta Venegas, Glenn Frey, Jason Mraz e The White Stripes.
Ha vinto tre Grammy Awards e sette Latin Grammy Awards.